# Савонина, Анна Александровна
Анна Александровна Савонина (род. 5 декабря 2001, Электросталь, Московская область) — российская хоккеистка, защитница. Выступала за «Торнадо» и сборну юРоссии. Бронзовый призёр молодёжного чемпионата мира 2017 года, обладательница юниорского Кубка Европы 2017 года среди девушек до 16 лет.

## Спортивная карьера

### «Кристалл-Электросталь»
Анна Савонина является воспитанницей хоккейной спортивной школы олимпийского резерва «Кристалл-Электросталь». В 2009 году, успешно выполнив нормативы, она стала первой в Электростали девочкой, зачисленной в СДЮСШОР по хоккею с шайбой. Первым тренером юной спортсменки, зачисленной в группу ребят 2002 года рождения, стал заслуженный тренер России Валерий Мериоя; в августе 2016 года была переведена в старшую группу к Олегу Минакову.
В 2016 году Савонина была включена в сборную ЦФО, в составе которой выиграла «серебро» первенства команд федеральных округов России среди девушек 1999—2001 г.р.

### «Торнадо»
Накануне старта сезона 2018/2019 Женской хоккейной лиги Анна Савонина перешла в состав подмосковного клуба «Торнадо», отклонив при этом предложение о продолжении карьеры от уфимской «Агидели».
Вместе с командой из Подольска Савонина стала бронзовым призёром ЖХЛ 2019/2020 и серебряным призёром чемпионата России 2019/2020.

### Сборная России
В январе 2017 года 15-летняя Анна Савонина в составе молодёжной сборной России приняла участие в мировом чемпионате среди девушек не старше 18 лет и вместе с командой стала обладательницей бронзовых медалей первенства. В апреле того же года спортсменка была включена в заявку сборной России до 16 лет на первый в истории юниорский Кубок Европы, ставший победным для российских девушек.
В 2019 году прошла подготовку с основной женской сборной к чемпионату мира в Финляндии, дебютировав на котором в джерси национальной команды, провела все семь игр первенства.

## Семья
Отец Анны, Александр Савонин, играл в хоккей на любительском уровне; старший брат Никита Савонин в составе «СКА-Карелия» выступал в Молодёжной хоккейной лиге, но в связи с травмой рано завершил карьеру игрока и стал тренером.